# Giuseppe Aldobrandini, II principe di Meldola
Giuseppe Camillo Francesco Pietro Aldobrandini, II principe di Meldola (Frascati, 10 giugno 1865 – Roma, 25 giugno 1939), è stato un militare e nobile italiano.

## Biografia

### Infanzia
Giuseppe nacque il 10 giugno 1865 a Frascati, nella residenza estiva del principe Camillo Aldobrandini suo padre, da sua madre, la contessa ungherese Maria Hunyadi de Kethely, seconda moglie. La famiglia di suo padre, era diretta discendente della nobile famiglia romana dei principi Borghese, cognome a cui suo padre aveva rinunciato nel 1839 per raccogliere l'eredità del fidecommesso (riservato ai secondogeniti) creato nel XVIII secolo dalla famiglia Aldobrandini alla vigilia della sua estinzione in linea maschile. Attraverso sua madre, egli era invece pronipote del principe Giovanni I Giuseppe del Liechtenstein.

### Carriera militare
Seguendo l'esempio del padre, si pose al servizio dello Stato Pontificio anche se questo si trovava ormai privato del proprio potere temporale. Entrò giovanissimo nella Guardia nobile pontificia, di cui divenne comandante nel 1915, succedendo al principe Camillo Rospigliosi. Mantenne tale carica sino alla propria morte nel 1939.

### Matrimonio
A seguito del suo matrimonio nel 1890 con la duchessa Maria Antinori, di antica famiglia fiorentina, ne ereditò il copioso archivio di famiglia e, dal momento che Maria era l'ultima della sua casata, Giuseppe ottenne per Decreto Ministeriale del 4.III.1929 che al proprio figlio secondogenito, Ferdinando, fosse riconosciuto ex matre il titolo di duca di Brindisi. Sempre nel 1929, vendette Villa Aldobrandini al Quirinale allo stato italiano che ne aprì il parco al pubblico.

### Morte
Morì a Roma il 25 giugno 1939.

## Matrimonio e figli
Giuseppe sposò il 22 settembre 1890 a Firenze, la nobildonna Maria Antinori, duchessa di Brindisi (1870 - 1933), figlia di Amerigo Antinori, duca di Brindisi e di sua moglie, Giulia de Vecchi. Da questa unione nacque:
- Clemente (1891-1967), III principe di Meldola, sposò Anna di Saluzzo, contessa di Saluzzo
- Ferdinando (1895-1969), XII duca di Brindisi

## Ascendenza
|                                                               |                                         |                                                              | Genitori                                                       |  |  | Nonni |  |  | Bisnonni                                       |  |  | Trisnonni                                |  |
|                                                               |                                         |                                                              |                                                                |  |  |       |  |  | Marcantonio IV Borghese, V principe di Sulmona |  |  | Camillo Borghese, IV principe di Sulmona |  |
|                                                               |                                         |                                                              |                                                                |  |  |       |  |  | Marcantonio IV Borghese, V principe di Sulmona |  |  | Camillo Borghese, IV principe di Sulmona |  |
|                                                               |                                         | Agnese Colonna di Paliano                                    |                                                                |  |  |       |  |  | Marcantonio IV Borghese, V principe di Sulmona |  |  |                                          |  |
| Francesco Borghese, VII principe di Sulmona                   |                                         |                                                              |                                                                |  |  |       |  |  | Marcantonio IV Borghese, V principe di Sulmona |  |  |                                          |  |
|                                                               |                                         | Anna Maria Salviati, VII duchessa di Giuliano                | Averardo Salviati, VI duca di Giuliano                         |  |  |       |  |  |                                                |  |  |                                          |  |
|                                                               |                                         | Anna Maria Salviati, VII duchessa di Giuliano                | Averardo Salviati, VI duca di Giuliano                         |  |  |       |  |  |                                                |  |  |                                          |  |
|                                                               |                                         | Anna Maria Salviati, VII duchessa di Giuliano                | Maria Cristina Lante Montefeltro della Rovere                  |  |  |       |  |  |                                                |  |  |                                          |  |
| Camillo Aldobrandini, I principe di Meldola                   |                                         | Anna Maria Salviati, VII duchessa di Giuliano                |                                                                |  |  |       |  |  |                                                |  |  |                                          |  |
|                                                               |                                         | Alexandre François de La Rochefoucauld, III duca di Estissac | François Alexandre Frédéric, VII duca di la Rochefoucauld      |  |  |       |  |  |                                                |  |  |                                          |  |
|                                                               |                                         | Alexandre François de La Rochefoucauld, III duca di Estissac | François Alexandre Frédéric, VII duca di la Rochefoucauld      |  |  |       |  |  |                                                |  |  |                                          |  |
|                                                               |                                         | Alexandre François de La Rochefoucauld, III duca di Estissac | Félicité Sophie de Lannion                                     |  |  |       |  |  |                                                |  |  |                                          |  |
| Adele de La Rochefoucauld                                     |                                         | Alexandre François de La Rochefoucauld, III duca di Estissac |                                                                |  |  |       |  |  |                                                |  |  |                                          |  |
|                                                               |                                         | Adelaide Marie Françoise Pyvart de Chastullé                 | François Marie Louis Pyvart de Chastullé, I conte di Chastullé |  |  |       |  |  |                                                |  |  |                                          |  |
|                                                               |                                         | Adelaide Marie Françoise Pyvart de Chastullé                 | François Marie Louis Pyvart de Chastullé, I conte di Chastullé |  |  |       |  |  |                                                |  |  |                                          |  |
|                                                               |                                         | Adelaide Marie Françoise Pyvart de Chastullé                 | Marie-Madeleine Julie de Laffilard                             |  |  |       |  |  |                                                |  |  |                                          |  |
| Giuseppe Aldobrandini, II principe di Meldola                 |                                         | Adelaide Marie Françoise Pyvart de Chastullé                 |                                                                |  |  |       |  |  |                                                |  |  |                                          |  |
|                                                               | János Nepomuk Hunyady de Kéthely, conte | Antal Hunyady de Kéthely, barone                             |                                                                |  |  |       |  |  |                                                |  |  |                                          |  |
|                                                               | János Nepomuk Hunyady de Kéthely, conte | Antal Hunyady de Kéthely, barone                             |                                                                |  |  |       |  |  |                                                |  |  |                                          |  |
|                                                               | János Nepomuk Hunyady de Kéthely, conte | Borbála Mattyasovszky                                        |                                                                |  |  |       |  |  |                                                |  |  |                                          |  |
| Jozsef János Nepomuk Antal Zsigmond Hunyady de Kéthely, conte | János Nepomuk Hunyady de Kéthely, conte |                                                              |                                                                |  |  |       |  |  |                                                |  |  |                                          |  |
|                                                               |                                         | Franziska Maria Pálffy de Erdőd                              | János VIII Lipót József István Pálffy de Erdőd                 |  |  |       |  |  |                                                |  |  |                                          |  |
|                                                               |                                         | Franziska Maria Pálffy de Erdőd                              | János VIII Lipót József István Pálffy de Erdőd                 |  |  |       |  |  |                                                |  |  |                                          |  |
|                                                               |                                         | Franziska Maria Pálffy de Erdőd                              | Maria Gabriella di Colloredo                                   |  |  |       |  |  |                                                |  |  |                                          |  |
| Maria Hunyady de Kéthely                                      |                                         | Franziska Maria Pálffy de Erdőd                              |                                                                |  |  |       |  |  |                                                |  |  |                                          |  |
|                                                               |                                         | Giovanni I Giuseppe del Liechtenstein                        | Francesco Giuseppe I del Liechtenstein                         |  |  |       |  |  |                                                |  |  |                                          |  |
|                                                               |                                         | Giovanni I Giuseppe del Liechtenstein                        | Francesco Giuseppe I del Liechtenstein                         |  |  |       |  |  |                                                |  |  |                                          |  |
|                                                               |                                         | Giovanni I Giuseppe del Liechtenstein                        | Leopoldina di Sternberg                                        |  |  |       |  |  |                                                |  |  |                                          |  |
| Enrichetta del Liechtenstein                                  |                                         | Giovanni I Giuseppe del Liechtenstein                        |                                                                |  |  |       |  |  |                                                |  |  |                                          |  |
|                                                               |                                         | Giuseppa di Fürstenberg-Weitra                               | Joachim Egon di Fürstenberg-Weitra                             |  |  |       |  |  |                                                |  |  |                                          |  |
|                                                               |                                         | Giuseppa di Fürstenberg-Weitra                               | Joachim Egon di Fürstenberg-Weitra                             |  |  |       |  |  |                                                |  |  |                                          |  |
|                                                               |                                         | Giuseppa di Fürstenberg-Weitra                               | Sophia Maria di Oettingen-Wallerstein                          |  |  |       |  |  |                                                |  |  |                                          |  |
|                                                               |                                         | Giuseppa di Fürstenberg-Weitra                               |                                                                |  |  |       |  |  |                                                |  |  |                                          |  |